# Cochylini
A Cochylini a sodrómolyformák (Tortricinae) alcsaládjának egyik, meglehetősen fajgazdag nemzetsége. A Magyarországon is előforduló fajok nagy többségét valamilyen fúrómolynak vagy sárgamolynak hívják.

## Elterjedésük, élőhelyük
A legtöbb fajuk a trópusi területek lakója, de szép számmal fordulnak elő a mérsékelt égövben is. A 2013-ban 175 nemükbe 1028 fajt soroltak; ez a család fajkészletének mintegy tizede. Európában 19 nemük fajai élnek.

## Rendszertani felosztásuk
A nemzetség ismertebb nemei:
- Acarolella
- Actihema
- Aethes
- Aethesoides
- Afropoecilia
- Agapeta
- Amallectis
- Anielia
- Aphalonia
- Aprepodoxa
- Banhadoa
- Belemgena
- Caraccochylis
- Carolella
- Cartagogena
- Ceratoxanthis
- Cirrothaumatia
- Chloanohieris
- Cochylidia
- Cochylidichnium
- Cochylimorpha
- Cochylis
- Combosclera
- Commophila
- Coristaca
- Cryptocochylis
- Deltophalonia
- Diceratura
- Dinophalia
- Empedcochylis
- Enallcochylis
- Eugnosta
- Eupoecilia
- Falseuncaria
- Fulvoclysia
- Geitocochylis
- Gryposcleroma
- Gynnidomorpha
- Henricus
- Hypostromatia
- Hysterophora
- Imashpania
- Juxtolena
- Lasiothyris
- Lincicochylis
- Lorita
- Macasinia
- Maricaona
- Marylinka
- Mielkeana
- Mimcochylis
- Mimeugnosta
- Monoceratuncus
- Mourecochylis
- Oligobalia
- Parirazona
- Perlorita
- Phalonidia
- Phaniola
- Phtheochroa
- Phtheochroides
- Planaltinella
- Platphalonia
- Platphalonidia
- Plesiocochylis
- Prochlidonia
- Prohysterophora
- Revertuncaria
- Rigidsociaria
- Rolandylis
- Rudenia
- Saphenista
- Spinipogon
- Tambomachaya
- Tenoa
- Thyraylia
- Thysanphalonia
- Trachybyrsis
- Velhoania
- Vermilphalonia

## Magyarországi fajaik
- Aethes nem (Billberg, 1820) 20 hazai fajjal:
  - angol sárgamoly (Aethes beatricella Walsingham, 1898) — Magyarországon többfelé előfordul (Pastorális, 2011);
  - csillámos sárgamoly (Aethes bilbaensis Rössler, 1877) — Magyarországon közönséges (Pastorális, 2011; Pastorális & Szeőke, 2011);
  - bogáncsvirágfúrómoly (Aethes cnicana Westwood, 1854) — Magyarországon sokfelé előfordul (Pastorális, 2011);
  - apró sárgamoly (Aethes dilucidana Stephens, 1852) — Magyarországon többfelé előfordul (Buschmann, 2004; Pastorális, 2011);
  - mezei sárgamoly (Aethes flagellana Duponchel, 1836) — Magyarországon közönséges (Fazekas, 2001; Buschmann, 2004; Pastorális, 2011; Pastorális & Szeőke, 2011);
  - réti sárgamoly (Aethes francillana Fabricius, 1794) — Magyarországon sokfelé előfordul (Pastorális, 2011; Pastorális & Szeőke, 2011);
  - ördögszemfúrómoly (Aethes hartmanniana (A. piercei) Clerck, 1759) — Magyarországon közönséges (Fazekas, 2001; Buschmann, 2004; Pastorális, 2011; Pastorális & Szeőke, 2011);
  - ürömvirág-sárgamoly (Aethes kindermanniana Treitschke, 1830) — Magyarországon közönséges (Fazekas, 2001; Buschmann, 2004; Pastorális, 2011; Pastorális & Szeőke, 2011);
  - fényes fúrómoly (Aethes margaritana (A. dipoltella) Haworth, 1811) — Magyarországon közönséges (Fazekas, 2001; Buschmann, 2004; Pastorális, 2011; Pastorális & Szeőke, 2011);
  - változékony fúrómoly (Aethes margarotana Duponchel, 1836) — Magyarországon közönséges (Fazekas, 2001; Buschmann, 2004; Pastorális, 2011; Pastorális & Szeőke, 2011);
  - sárgásszürke fúrómoly (Aethes moribundana Staudinger, 1859) — Magyarországon többfelé előfordul (Pastorális, 2011);
  - parlagi sárgamoly (Aethes nefandana Kennel, 1899) — Magyarországon többfelé előfordul (Buschmann, 2004; Pastorális, 2011);
  - bojtorjánvirág-fúrómoly (Aethes rubigana (A. badiana) Treitschke, 1830) — Magyarországon közönséges (Fazekas, 2001; Pastorális, 2011; Pastorális & Szeőke, 2011);
  - aranyló sárgamoly (Aethes rutilana Hb., 1817) — Magyarországon sokfelé előfordul (Fazekas, 2001; Pastorális, 2011);
  - vércsíkos sárgamoly (Aethes sanguinana Treitschke, 1830) — Magyarországon sokfelé előfordul (Fazekas, 2001; Pastorális, 2011);
  - fészkesvirág-sárgamoly (Aethes smeathmanniana Fabricius, 1781) — Magyarországon közönséges (Fazekas, 2001; Pastorális, 2011; Pastorális & Szeőke, 2011);
  - rácsos fúrómoly (Aethes tesserana Denis & Schiffermüller, 1775) — Magyarországon közönséges (Fazekas, 2001; Buschmann, 2004; Pastorális, 2011; Pastorális & Szeőke, 2011);
  - rozsdacsíkos sárgamoly (Aethes tornella Walsingham, 1898) — Magyarországon sokfelé előfordul (Pastorális, 2011);
  - tarka fúrómoly (Aethes triangulana (A. kuhlweiniana) Treitschke, 1835) — Magyarországon sokfelé előfordul (Buschmann, 2004; Pastorális, 2011);
  - gyopárfúrómoly (Aethes williana Brahm, 1791) — Magyarországon közönséges (Mészáros, 2005; Pastorális, 2011; Pastorális & Szeőke, 2011);
- Agapeta nem (Hb., 1822) három hazai fajjal:
  - közönséges sárgamoly (Agapeta hamana L., 1758) — Magyarországon közönséges (Fazekas, 2001; Buschmann, 2004; Pastorális, 2011; Pastorális & Szeőke, 2011);
  - magyar sárgamoly (Agapeta largana Rebel, 1906) — Magyarországon többfelé előfordul (Buschmann, 2004; Pastorális, 2011; Pastorális & Szeőke, 2011);
  - barnacsíkos sárgamoly (Agapeta zoegana (L., 1767) — Magyarországon közönséges (Fazekas, 2001; Buschmann, 2004; Pastorális, 2011; Pastorális & Szeőke, 2011);
- Cochylidia nem (Obraztsov, 1956) hat hazai fajjal:
  - aranyvesszőfúrómoly (Cochylidia heydeniana Herrich-Schäffer, 1851) — Magyarországon többfelé előfordul (Pastorális, 2011);
  - kamillafúrómoly (Cochylidia implicitana Wocke, 1856) — Magyarországon közönséges (Fazekas, 2001; Buschmann, 2004; Pastorális, 2011; Pastorális & Szeőke, 2011);
  - mezeiüröm-fúrómoly (Cochylidia moguntiana Rössler, 1864) — Magyarországon közönséges (Pastorális, 2011; Pastorális & Szeőke, 2011);
  - ürömgyökér-fúrómoly (Cochylidia richteriana Fischer von Röslerstamm, 1837) — Magyarországon szórványos (Pastorális, 2011);
  - sédkenderfúrómoly (Cochylidia rupicola Curtis, 1834) — Magyarországon szórványos (Pastorális, 2011; Pastorális & Szeőke, 2011);
  - rózsás fúrómoly (Cochylidia subroseana (C. phaleratana) Haworth, 1811) — Magyarországon közönséges (Fazekas, 2001; Buschmann, 2004; Pastorális, 2011; Pastorális & Szeőke, 2011);
- Cochylimorpha nem (Razowski, 1959) 9 hazai fajjal:
  - homoki sárgamoly (Cochylimorpha alternana Stephens, 1834) — Magyarországon sokfelé előfordul (Horváth, 1997; Pastorális, 2011; Pastorális & Szeőke, 2011);
  - karcsú fúrómoly (Cochylimorpha elongana Fischer von Röslerstamm, 1839) — Magyarországon szórványos (Pastorális, 2011);
  - szikiürömfúrómoly (Cochylimorpha halophilana (C. clavana) Christoph, 1872) — Magyarországon többfelé előfordul (Buschmann, 2004; Pastorális, 2011);
  - ürömszárfúrómoly (Cochylimorpha hilarana Herrich-Schäffer, 1851) — Magyarországon sokfelé előfordul (Horváth, 1997; Fazekas, 2001; Pastorális, 2011);
  - rozsdasávos fúrómoly (Cochylimorpha jucundana Treitschke, 1835) — Magyarországon szórványos (Pastorális, 2011);
  - magyar fúrómoly (Cochylimorpha obliquana Eversmann, 1844) — Magyarországon többfelé előfordul (Buschmann, 2004; Pastorális, 2011);
  - csontszínű fúrómoly (Cochylimorpha perfusana Guenée, 1845) — Magyarországon többfelé előfordul (Buschmann, 2004; Pastorális, 2011);
  - fakó sárgamoly (Cochylimorpha straminea Haworth, 1811) — Magyarországon közönséges (Fazekas, 2001; Buschmann, 2004; Pastorális, 2011; Pastorális & Szeőke, 2011);
  - ürömhajtásfúrómoly (Cochylimorpha woliniana Schleich, 1868) — Magyarországon többfelé előfordul (Pastorális, 2011);
- Cochylis nem (Treitschke, 1829) tíz hazai fajjal:
  - mocsári fúrómoly (Cochylis atricapitana Stephens, 1852) — Magyarországon szórványos (Pastorális, 2011; Pastorális & Szeőke, 2011);
  - kis fúrómoly (Cochylis dubitana Hb., 1799) — Magyarországon közönséges (Buschmann, 2004; Pastorális, 2011; Pastorális & Szeőke, 2011);
  - lentokmoly (Cochylis epilinana Duponchel, 1842) — Magyarországon közönséges (Fazekas, 2001; Pastorális, 2011; Pastorális & Szeőke, 2011);
  - sárgarojtú fúrómoly (Cochylis flaviciliana Westwood, 1854) — Magyarországon többfelé előfordul (Pastorális, 2011);
  - keserűgyökér-fúrómoly (Cochylis hybridella Hb., 1813) — Magyarországon közönséges (Fazekas, 2001; Buschmann, 2004; Pastorális, 2011; Pastorális & Szeőke, 2011);
  - törpe fúrómoly (Cochylis nana Haworth, 1811) — Magyarországon sokfelé előfordul (Fazekas, 2001; Pastorális, 2011);
  - fakó fúrómoly (Cochylis pallidana Zeller, 1847) — Magyarországon sokfelé előfordul (Fazekas, 2001; Buschmann, 2004; Pastorális, 2011; Pastorális & Szeőke, 2011);
  - aszatvirágmoly (Cochylis posterana Zeller, 1847) — Magyarországon közönséges (Fazekas, 2001; Buschmann, 2004; Pastorális, 2011; Pastorális & Szeőke, 2011);
  - apró pirosmoly (Cochylis roseana Haworth, 1811) — Magyarországon közönséges (Horváth, 1997; Pastorális, 2011; Pastorális & Szeőke, 2011);
  - okkerbarna fúrómoly (Cochylis salebrana Mann, 1862) — Magyarországon szórványos (Pastorális, 2011);
- Cryptocochylis nem (Razowski, 1960) egyetlen hazai fajjal:
- budai fúrómoly (Cryptocochylis conjunctana Mann, 1864) — Magyarországon szórványos (Pastorális, 2011);
- Diceratura nem (Djakonov, 1929) egyetlen hazai fajjal:
  - bíborsávos fúrómoly (Diceratura ostrinana (D. purpuratana) Guenée, 1845) — Magyarországon közönséges (Fazekas, 2001; Pastorális, 2011; Pastorális & Szeőke, 2011);
- Eugnosta nem (Hb., 1825) két hazai fajjal:
  - ezüstfoltos fúrómoly (Eugnosta lathoniana Hb., 1800) — Magyarországon sokfelé előfordul (Pastorális, 2011; Pastorális & Szeőke, 2011);
  - ezüsttükrös fúrómoly (Eugnosta magnificana Rebel, 1914) — Magyarországon szórványos (Pastorális, 2011);
- Eupoecilia nem (Stephens, 1829) három hazai fajjal:
  - nyerges szőlőmoly (Eupoecilia ambiguella Hb., 1796) — Magyarországon közönséges (Buschmann, 2004; Fazekas, 2001; Pastorális, 2011; Pastorális & Szeőke, 2011);
  - közönséges virágfúrómoly (Eupoecilia angustana Hb., 1799) — Magyarországon közönséges (Fazekas, 2001; Buschmann, 2004; Pastorális, 2011; Pastorális & Szeőke, 2011);
  - vérfűfúrómoly (Eupoecilia sanguisorbana Herrich-Schäffer, 1856) — Magyarországon többfelé előfordul (Buschmann, 2004; Pastorális, 2011);
- Falseuncaria nem (Obraztsov & Swatschek, 1958) két hazai fajjal:
  - útifűfúrómoly (Falseuncaria degreyana McLachlan, 1869) — Magyarországon szórványos (Pastorális, 2011);
  - mezei fúrómoly (Falseuncaria ruficiliana Haworth, 1811) — Magyarországon közönséges (Fazekas, 2001; Buschmann, 2004; Pastorális, 2011; Pastorális & Szeőke, 2011);
- Fulvoclysia nem (Obraztsov, 1943) egyetlen hazai fajjal:
  - tarka sárgamoly (Fulvoclysia nerminae (F. fulvana) Koçak, 1982) — Magyarországon többfelé előfordul (Buschmann, 2004; Pastorális, 2011);
- Gynnidomorpha nem (Turner, 1916) öt hazai fajjal:
  - hídőrfúrómoly (Gynnidomorpha alismana Ragonot, 1883) — Magyarországon szórványos (Pastorális, 2011);
  - fakósárga fúrómoly (Gynnidomorpha luridana Gregson, 1870) — Magyarországon többfelé előfordul (Pastorális, 2011; Pastorális & Szeőke, 2011);
  - apró fúrómoly (Gynnidomorpha minimana Caradja, 1916) — Magyarországon szórványos (Buschmann, 2004; Pastorális, 2011);
  - lápi fúrómoly (Gynnidomorpha permixtana Denis & Schiffermüller, 1775) — Magyarországon közönséges (Fazekas, 2001; Buschmann, 2004; Pastorális, 2011; Pastorális & Szeőke, 2011);
  - szürke fúrómoly (Gynnidomorpha vectisana G. griseana) Humphreys & Westwood, 1845) — Magyarországon többfelé előfordul (Pastorális, 2011);
- Hysterophora nem (Obraztsov, 1944) egyetlen hazai fajjal:
  - karszti fúrómoly (Hysterophora maculosana (H. purgatana) Haworth, 1811) — Magyarországon sokfelé előfordul (Buschmann, 2004; Pastorális, 2011; Pastorális & Szeőke, 2011);
- Phalonidia nem (Le Marchand, 1933) hat hazai fajjal:
  - őszirózsafúrómoly (Phalonidia affinitana (Ph. inulana) Douglas, 1846) — Magyarországon közönséges (Buschmann, 2004; Pastorális, 2011; Pastorális & Szeőke, 2011);
  - sóvirágfúrómoly (Phalonidia albipalpana Zeller, 1847) — Magyarországon többfelé előfordul (Buschmann, 2004; Pastorális, 2011);
  - pipitérfúrómoly (Phalonidia contractana Zeller, 1847) — Magyarországon közönséges (Horváth, 1997; Fazekas, 2001; Buschmann, 2004; Pastorális, 2011; Pastorális & Szeőke, 2011);
  - árnyéksávos fúrómoly (Phalonidia curvistrigana Stainton, 1859) — Magyarországon szórványos (Pastorális, 2011);
  - sárgatövű fúrómoly (Phalonidia gilvicomana Zeller, 1847) — Magyarországon többfelé előfordul (Pastorális, 2011);
  - turjáni fúrómoly (Phalonidia manniana Fischer von Röslerstamm, 1839) — Magyarországon sokfelé előfordul (Buschmann, 2004; Pastorális, 2011);
- Phtheochroa nem (Stephens, 1829) 10 hazai fajjal:
  - erdei fúrómoly (Phtheochroa annae Huemer, 1990) — Magyarországon többfelé előfordul (Pastorális, 2011; Pastorális & Szeőke, 2011);
  - medveköröm-fúrómoly (Phtheochroa duponchelana Duponchel, 1843) — Magyarországon szórványos (Pastorális, 2011);
  - sárgásfehér fúrómoly (Phtheochroa fulvicinctana Constant, 1893) — Magyarországon szórványos (Buschmann, 2004; Pastorális, 2011);
  - turjáni sárgamoly (Phtheochroa inopiana Haworth, 1811) — Magyarországon közönséges (Fazekas, 2001; Pastorális, 2011; Pastorális & Szeőke, 2011);
  - fehér fúrómoly (Phtheochroa procerana Lederer, 1853) — Magyarországon szórványos (Pastorális, 2011);
  - spárgaszárfúrómoly (Phtheochroa pulvillana Herrich-Schäffer, 1851) — Magyarországon közönséges (Fazekas, 2001; Buschmann, 2004; Mészáros, 2005; Pastorális, 2011; Pastorális & Szeőke, 2011);
  - rózsafúrómoly (Phtheochroa purana Guenée, 1845) — Magyarországon szórványos (Pastorális, 2011);
  - földitökfúrómoly (Phtheochroa rugosana Hb., 1799) — Magyarországon sokfelé előfordul (Buschmann, 2004; Pastorális, 2011; Pastorális & Szeőke, 2011);
  - májusfafúrómoly (Phtheochroa schreibersiana Frölich, 1828) — Magyarországon sokfelé előfordul (Fazekas, 2001; Pastorális, 2011; Pastorális & Szeőke, 2011);
  - kutyabengefúrómoly (Phtheochroa sodaliana Haworth, 1811) — Magyarországon szórványos (Pastorális, 2011);
- Prochlidonia nem (Razowski, 1960) egyetlen hazai fajjal:
  - fényes sárgamoly Prochlidonia amiantana Hb., 1799) — Magyarországon sokfelé előfordul (Buschmann, 2004; Pastorális, 2011; Pastorális & Szeőke, 2011);